# Karena Lam
Karena Lam Gayan (Chino: 林嘉欣, pinyin: Lin Jiaxin; cantonés: Lam Gayan, Vancouver, Canadá, 17 de agosto de 1978) es una actriz y cantante china.

## Biografía
Karena Lam es de ascendencia china y japonesa. Su padre es de Hong Kong, mientras que su madre es taiwanesa de ascendencia japonesa.

## Carrera
Karen nació y se crio en Vancouver, Canadá, fue descubierta por un cazatalentos mientras trabajaba en un restaurante junto con padres que provenían de Taiwán a partir de 1993. La niña tenía 15 años. El explorador que la persuadió para viajar a Taiwán durante el período de Navidad, le ofrecieron a entrar a la audición como cantante con la esperanza de asegurar un contrato profesional. La audición fue un éxito, y Karen publicado dos álbumes. El debut fue lanzado en 1995, mientras que el segundo fue adoptado en 1999. Sin embargo, ambos tenían sólo un éxito modesto.

## Filmografíaa
| Año  | Título                                      | Personaje     | Otras notas |
| ---- | ------------------------------------------- | ------------- | --- |
| 2008 | Claustrophobia 親密                         | Pearl         | Nomination ai ventottesimi Hong Kong Film Awards: Miglior attrice Nomination ai quarantacinquesimi Golden Horse Awards: Miglior attrice                            |
| 2008 | Candy Rain 花吃了那女孩                     | Ricky         | |
| 2008 | Fit Lover 愛情呼叫轉移2                     | Nie Bing      | |
| 2008 | Happy Funeral 六樓后座2家屬謝禮             | (cammeo)      | |
| 2007 | Anna & Anna 安娜與安娜                      | Anna/Siyu     | |
| 2007 | Kidnap 綁架                                 | Lam Hiu-yeung | |
| 2006 | Silk 詭絲                                   | Wei           | |
| 2005 | Home Sweet Home 怪物                        | Yim Hung      | Nomination ai venticinquesimi Hong Kong Film Awards: Miglior attrice                                                                                               |
| 2005 | Mob Sister 阿嫂傳奇                         | Nova          | Nomination ai venticinquesimi 25th Hong Kong Film Awards: Miglior attrice di supporto                                                                              |
| 2005 | It Had to Be You! 後備甜心                  | Jill          | |
| 2004 | Six Strong Guys 六壯士                      | Ding Ding     | |
| 2004 | Super Model 我要做Model                     | Karena        | |
| 2004 | Koma 救命                                   | Suen Ling     | Nomination ai ventiquattresimi Hong Kong Film Awards: Miglior attrice                                                                                              |
| 2003 | Heroic Duo 雙雄                             | Brenda        | |
| 2003 | Truth or Dare: 6th Floor Rear Flat 六樓后座 | Karena        | |
| 2003 | The Floating Landscape 戀之風景             | Maan          | Nomination ai ventitreesimi Hong Kong Film Awards: Miglior attrice                                                                                                 |
| 2002 | Tiramisu 戀愛行星                           | Jane Chan     | |
| 2002 | Inner Senses 異度空間                       | Cheung Yan    | Nomination ai ventiduesimi Hong Kong Film Awards: Miglior attrice                                                                                                  |
| 2002 | July Rhapsody 男人四十                      | Choy-Lam      | Ventiduesimi Hong Kong Film Awards: Miglior nuova attrice, Miglior attrice di supporto Trentanovesimi Golden Horse Awards: Miglior nuova attrice, Migliore attrice |